# Brachyopa media
Brachyopa media är en tvåvingeart som beskrevs av Samuel Wendell Williston  1882. Brachyopa media ingår i släktet savblomflugor, och familjen blomflugor. Inga underarter finns listade i Catalogue of Life.